# Bates Motel (téléfilm)
Pour les articles homonymes, voir Bates Motel.
Pour plus de détails, voir Fiche technique et Distribution.
Bates Motel est un téléfilm réalisé en 1987 par Richard Rothstein, mettant en scène Alex West, qui, après avoir assassiné son beau-père abusif, est interné dans un asile où il fait la rencontre de Norman Bates. Dans ce film Norman Bates est joué par Kurt Paul, doublure d'Anthony Perkins dans le film Psychose et ses suites. Ce dernier ne fut pas intéressé par le projet.
Ce film fut le pilote d'une série qui ne fut pas réalisée. Toutefois, en 2013, l'idée est relancée avec Bates Motel.

## Synopsis
Alex West, un jeune homme, se lie d'amitié avec Norman Bates alors qu'ils sont tous deux internés. Après le décès de Bates, Alex hérite du motel  familial. Avec l'aide d'une jeune adolescente en fugue, il tente de rouvrir le motel. Des événements étranges ont lieu.

## Fiche technique
- Réalisation et scénario : Richard Rothstein
- Musique : J. Peter Robinson
- Producteur : George Linder
- Durée : 90 minutes
- Pays :  États-Unis
- Langue : anglais
- Format : couleur - noir et blanc
- Date de diffusion  : 5 juillet 1987 (USA)
- Video : La VHS en VF le 1er janvier 1987 chez CIC VIDEO / Le DVD qu'en VOstFr le 26 septembre 2017 chez ESC Distribution

## Distribution
- Bud Cort : Alex West
- Lori Petty : Willie
- Kurt Paul : Norman Bates
- Moses Gunn : Henry Watson
- Gregg Henry : Tom Fuller
- Jason Bateman : Tony Scotti